# 舊布里奇 (新澤西州非建制地區)
舊布里奇（英語：Old Bridge）是位於美國新澤西州米德爾塞克斯縣的非建制地區。

## 歷史
舊布里奇的郵局自1809年營運至今。

## 地理
舊布里奇所處的海拔為高於海平面4米（即13英呎），而該地所採用的時區為UTC-5，即北美东部时区（EST）。同時該地設有夏令時間，為UTC-5調快一小時，即UTC-4（EDT）。